# Svenska Epoch Times
Svenska Epoch Times är den svenska utgåvan av Epoch Times, och publiceras som veckotidning och webbtidning. Epoch Times Sverige grundades 2006 som webbtidning och 2021 som veckotidning i tabloidformat. Den har kategoriserats som alternativmedia med systemkritisk åsiktsriktning.

## Organisation och ekonomi
Svenska Epoch Times ingår i Epoch Media Group tillsammans med 21 andra språkversioner, men drivs fristående som ekonomisk förening. Föreningens medlemmar är medarbetare på Svenska Epoch Times.
Svenska Epoch Times hade 2023 sitt kontor i DN-skrapan i Stockholm. Uppskattningsvis en fjärdedel av de som skriver för tidningen utövar falungong.:40m36s Den första upplagan av Epoch Times startades av kinesamerikaner i USA som en respons på förföljelsen av falungong och den kinesiska kommunistregimens totala kontroll på kinesiska medier.
Vasilios Zoupounidis är VD och ansvarig utgivare. Lotta Gröning är opinionschef, Einar Askestad är kulturchef, och Jonas Arnesen är sportchef. Tidningen är medlem i branschorganisationen Tidningsutgivarna.

## Innehåll
Tidningen uppger som sitt mål att ge läsarna den information som krävs för att de ska kunna bilda sina egna uppfattningar om de viktigaste nyhetsämnena. Tidningen uppger sig vara personalägd , fri från reklam och därmed oberoende av externa ägare och reklamfinansiärer, uppger ingen politisk beteckning och uppger att pressfrihet och humanitet är grundläggande värden för tidningen.
Svenska Epoch Times domineras enligt Sveriges radios program Medierna av "ganska vanliga nyhetsartiklar".
Tidningen innehåller nyheter om inrikes, utrikes, opinion, sport, hälsa & livsstil, kultur, samt vetenskap. Utöver egna artiklar publicerar tidningen även artiklar från Tidningarnas telegrambyrå.

### PodcastGröning & Blomgren
Tidningen publicerar sedan februari 2023 podcasten Gröning & Blomgren med journalisten Lotta Gröning och kärnfysikern Jan Blomgren som intervjuar gäster.
- Stefan Sauk
- Johan Westerholm
- Leif Östling
- Inga-Britt Ahlenius
- Magnus Henrekson
- Rouzbeh Parsi
- Sameh Egyptson
- Widar Andersson
- Stina Oscarson
- Inger Enkvist
- Anders Björck
- Henrik Jönsson
- Josefin Utas

## Mottagande
När tidningen våren 2020 gick ut som annonsbilaga till Svenska Dagbladet var det många läsare som reagerade på det udda greppet. Det resulterade i att Sveriges Radios P1:s program Medierna ifrågasatte vilka krav Svenska Dagbladet ställde på annonser som är journalistik.
Patrik Oksanen och Henrik Sunbom har kritiserat Svenska Epoch Times för att bland annat ha publicerat artiklar som rekommenderar meditation och alternativmedicin mot Coronaviruset.:15 Den kritik mot tidningen som Oksanen och Sunbom belade med källa hänvisade till en opinionsartikel från februari 2020 som, med hänvisning till ett tal omkring 2003 av Kinas försvarsminister general Chi Haotian, frågar om Coronaviruset var avsett att bli en del i Kinas biologiska krigföring.:15
Tidningen har också kritiserats för att en av tidningens reportrar, i en artikel i november 2022 om covid-19, enligt Läkemedelsverket hade missuppfattat och blandat ihop saker trots myndighetens försök att svara på frågorna.
I Dagens Nyheter i november 2023 beskrivs den som en "tidning med koppling till högerradikala rörelser." I samma artikel beskriver en sinolog tidningen som klart konservativ och särskilt moralkonservativ, men inte högerextrem.